# コモンウェルス首長
コモンウェルス首長（コモンウェルスしゅちょう、英語: Head of the Commonwealth）、英連邦首長（えいれんぽうしゅちょう）は、イギリス連邦の象徴的なトップである。1949年の創設以来、イギリスの君主がこの役職に就任している。

## 歴史
イギリスはかつて七つの海を支配すると言われていた植民地帝国（イギリス帝国）を形成していたが、1840年にカナダがドミニオン（自治領）となって以降その意味合いは変質しつつあった。1901年にオーストラリア、1907年にニュージーランド、1910年に南アフリカ、1921年にアイルランドが自治を獲得した。
1926年にはバルフォア報告書により、ドミニオン諸国は「王冠に対する共通の忠誠において結合され、ザ・ブリティッシュ・コモンウェルス・オブ・ネーションズ（The British Commonwealth of Nations：イギリス連邦）のメンバーとして自由に連合」した、平等で従属しない存在であると定義された。1931年のウェストミンスター憲章によってこの方針は正式なものとなり、各ドミニオンでも採択された。
1947年、インドがドミニオンとして認可され（インド連邦）、翌年にはセイロン（スリランカ）がこれにつづいた。インド制憲議会は共和制を採択する一方で、イギリス連邦への残留を望んだため、イギリスの君主に忠誠を誓うというイギリス連邦の枠組みは大きく見直されることとなった。1949年のコモンウェルス首相会議により、イギリスの君主は「独立構成国の自由な連合の象徴およびそのようなものとして」コモンウェルス首長とされることとなった。これにより、連邦加盟国はイギリスの君主に対する忠誠義務から解放され、脱退の自由を得ることで主体性を確保できるようになった。

## 役割
コモンウェルス首長には正式な任務は存在しないが、イギリス連邦の統合の象徴として大きな役割を担っている。1952年から2022年まで70年にわたってコモンウェルス首長であったエリザベス2世は、コモンウェルスの首脳と会談し、諸国の国民と触れ合ってきた。
またイギリス連邦に加盟するための条件の一つとして、コモンウェルスの慣習と規範を受け入れることがあるが、その中には現職のコモンウェルス首長を首長として承認することが明記されている。

## 任命
就任しているのはこれまでイギリスの君主であるが、世襲ではない。2018年4月20日に、当時プリンス・オブ・ウェールズ（皇太子）であったチャールズ3世がイギリス連邦首脳会議によって母・エリザベス2世の後継のコモンウェルス首長として指名された際には、イギリスのテリーザ・メイ首相とカナダのジャスティン・トルドー首相がチャールズ皇太子の首長就任を事前に支持する声明を出していた。この際にメイはチャールズが「40年以上」英連邦を「誇りに思って支えてきたこと」から、「首長としてふさわしい」と述べている。また、エリザベス2世は長男・チャールズがいつの日か首長の地位を引き継ぐことを「切なる願い」であると述べていた。
一方で加盟国の間では、この地位を加盟国間で持ち回り制にすべきという案も存在していた。

## 歴代のコモンウェルス首長
| 代 | 肖像 | 在職者                    | 任期               | 任期         | 任期        |
| 代 | 肖像 | 在職者                    | 開始               | 終了         | 期間        |
| -- | ---- | ------------------------- | ------------------ | ------------ | ----------- |
| 1  |      | ジョージ6世 (1895–1952)   | 1949年4月26日/28日 | 1952年2月6日 | 2年, 286日  |
| 2  |      | エリザベス2世 (1926–2022) | 1952年2月6日       | 2022年9月8日 | 70年, 214日 |
| 3  |      | チャールズ3世 (b. 1948)   | 2022年9月8日       | 在任中       | 2年, 185日  |